# Foulksrath Castle
Foulksrath Castle (irisch Caisleán Rátha) ist ein Tower House in Jenkinstown im irischen County Kilkenny. Das anglonormannische Gebäude stammt aus dem 14. Jahrhundert.

## Geschichte
Die Burg ist eng mit den Familien De Frene und Purcell verbunden. Das Gelände wurde erstmals 1349 mit einem befestigten Gebäude bebaut, das mit einem Graben umgeben war. Dort wohnt die Familie De Frene und man denkt, dass die Burg vom Namen von Fulco de Frene († 1349) abgeleitet ist, der in militärischen Diensten des englischen Königs Eduard III. stand, in der Schlacht bei Crécy kämpfte und an der Belagerung von Calais teilnahm. Anfang des 15. Jahrhunderts ließ die Familie Purcell, Verwandte der De Frenes, die heutige Burg erbauen, nachdem das Anwesen in ihren Besitz gekommen war.
Die Purcells schlugen sich im englischen Bürgerkrieg auf die Seite der Royalisten und ihre Ländereien wurde von Cromwell konfisziert. Das Anwesen wurde unter drei Offizieren von Cromwells Armee aufgeteilt. Einer von ihnen, Bradshaw, erhielt die Burg, erlaubte den Purcells aber, weiterhin auf ihrem Land zu leben. Nach Bradshaws Tod wohnten verschiedene Leute nacheinander in der Burg, z. B. die Familie Dawson und Moses Henshaw. Eine Bauernfamilie namens Purcell lebte noch 1777 auf dem Anwesen, als Burg und Ländereien an Thomas Wright verpachtet wurden. William Ball Wright, bekannter Ahnenforscher und einer der ersten United-Society-Missionare der anglikanischen Kirche in Japan, wurde 1843 auf der Burg geboren. Die Familie Wright wohnte bis 1861 auf der Burg.

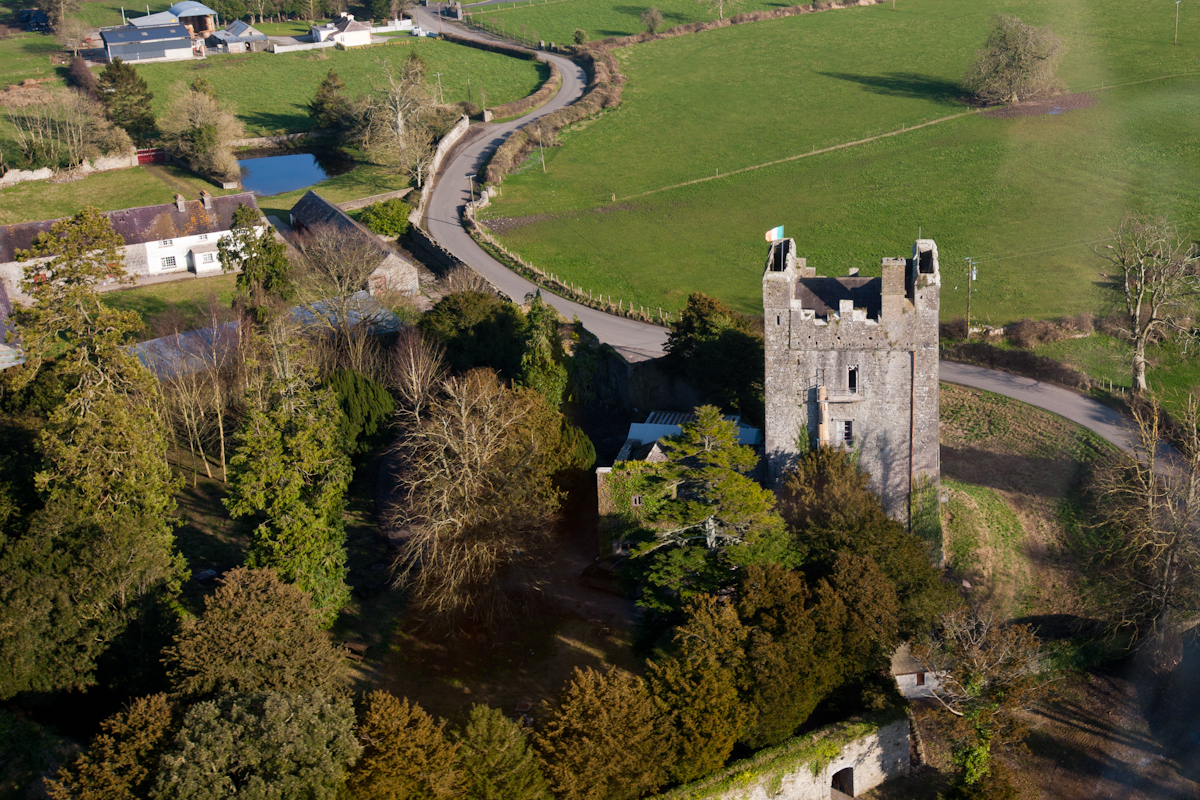
Luftbild von Foulksrath Castle

Die Familie Swift (Verwandte von Jonathan Swift) werden spätestens seit 1857 mit Foulksrath Castle in Verbindung gebracht. In diesem Jahr ließ sich Godwin Meade Pratt Swift das erste Flugzeug in Irland patentieren. Er nannte das Gerät „Aerial Charriot“ (dt.: Wagen der Lüfte) und probierte es aus, indem er es mit seinem Butler als Piloten von einem Katapult oben auf der Burg starten ließ. Das Flugzeug stürzte sofort mit der Nase nach unten ab. Der Butler überlebte, brach sich aber mehrere Knochen. 1948 schrieb John Gibb in einem Artikel für den Old Kilkenny Review, dass die Familie Swift die Burg 1898 gekauft habe. Aber 1979 schrieb John Brennan in einem Artikel in demselben Magazin, dass die Swifts schon lange vorher Besitzer der Burg gewesen seien, wenn nicht sogar dort gewohnt hätten.
1910 wurde die Burg an Colonel Butler und seine Schwester verpachtet. Nach dem Tod von Miss Butler stand Foulksrath Castle leer und verfiel. 1946 kaufte An Óige (die irische Jugendherbergsgesellschaft) mit Unterstützung der Gemeinde die Burg von der Familie Swift. Der Kaufpreis und die Kosten des Umbaus in eine Jugendherberge konnten durch einen öffentlichen Spendenaufruf aufgebracht werden. Die Burg wurde von Ernest J. Macken, einem bekannten Künstler und Maler, verwaltet. Er stellte dort seine Ölgemälde und die Arbeiten örtlicher Künstler in einer Galerie aus. Als Jack Macken 2009 verließ, wurde es geschlossen. Foulksrath Castle ist heute in privater Hand.

## Beschreibung
Das gut erhaltene und restaurierte Tower House liegt etwa 12 km außerhalb der mittelalterlichen Stadt Kilkenny. Der Großteil der Außenmauer der Einfriedung und einige damit verbundene Mauerreste sind neben dem Hauptturm erhalten geblieben. Ein geneigtes Dach wurde in der Mitte des Turms aufgesetzt, aber der offene Umgang entlang der Zinnen des Turms ist erhalten geblieben und ist heute noch zugänglich. Eine enge Wendeltreppe verbindet die vier Stockwerke. An den Außenwänden entlang sind die Reste eines Grabens zu sehen. Man denkt, dass der Graben aus den Zeiten der ersten Befestigung in der Mitte des 14. Jahrhunderts stammt. Vermutlich wurde dieses erste Gebäude in das heutige Tower House integriert.

## Geister
Verschiedene Geschichten über die Heimsuchung durch Geister auf dieser Burg sind in Umlauf und 1992 besuchte eine Fernsehcrew von Geisterjägern der BBC Foulksrath Castle.
Die erste Geschichte handelt von einem weiblichen Geist, der aus einem Fenster der Burg schauen soll; sie soll die Tochter eines früheren Besitzers gewesen sein, der sie in den Turm gesperrt hatte, da er mit der Wahl ihres Geliebten nicht einverstanden war. Dort soll sie entweder verhungert oder von ihrem Vater umgebracht worden sein, je nach Version der Geschichte.
Der zweite Geist erscheint offenbar jedes Jahr am 29. November und soll ein Wachmann sein, der auf seiner Wache einschlief und zur Strafe dafür vom Burgwall in den Tod gestürzt wurde. Man kann seine Fußtritte hören, wenn er in der Burg herumgeht, um seine Unaufmerksamkeit zu korrigieren.
Die dritte Geschichte handelt von einem weiteren weiblichen Geist, diesmal eine Frau, die mit dem Wohlgeruch von Wildblumen oder Flieder in der Burg umherwandert.